# Radek Cimbál
Radek Cimbál (* 29. dubna 1971) je bývalý český fotbalista, brankář.

## Fotbalová kariéra
V československé a české lize hrál za Bohemians Praha. V československé a české lize nastoupil ve 36 utkáních. V nižších soutěžích hrál za FK Mladá Boleslav a FK Turnov-Pěnčín.

## Ligová bilance
| Ročník                                   | Zápasy | Góly | Klub              |
| ---------------------------------------- | ------ | ---- | ----------------- |
| 1. československá fotbalová liga 1990/91 | 5      | 0    | Bohemians Praha   |
| 1. československá fotbalová liga 1991/92 | 15     | 0    | Bohemians Praha   |
| 1. československá fotbalová liga 1992/93 | 2      | 0    | Bohemians Praha   |
| 1. česká fotbalová liga 1993/94          | 10     | 0    | Bohemians Praha   |
| 1. česká fotbalová liga 1994/95          | 4      | 0    | Bohemians Praha   |
| Česká fotbalová liga 1997/98             | -      | 0    | FK Mladá Boleslav |
| CELKEM 1. liga                           | 36     | 0    |                   |